# 落合登宇聖
落合 登宇聖（おちあい とうせい、1995年12月25日 - ）は日本の声優。声優ユニットBirthDayのメンバー。以前はムーブマンに所属していた。

## 人物
- 「登宇聖」は本名である。
- 兵庫県出身。
- アミューズメントメディア総合学院卒業。
- 趣味はギター演奏、気まぐれな作曲、えんぴつ収集、手品(カードマジック)。
- 特技は 関西弁、早起き、マーチング歩き、マウストランペット。
- 学生時代は吹奏楽部でホルンとトランペットを吹いていた。
- 大の猫好きで、実家では最高で6匹の猫を飼っていたことがある。
- 大の虫嫌い。
- 寝起きからテンションが高い。

## 主な出演作品
※声優ユニットの活動についてはBirthDayを参照

### DVD
- 「不良探偵ジャック・アイリッシュ 3度目の絶体絶命」（2015年4月） - 警官 役、他

### ラジオ
- FM千里「青ちゃんのサタデーパーク」（2013年8月）
- 「メソン・ド・SAT」（2013年11月）

### 映画
- 「青鬼ver.2.0」（2015年7月） - 広太 役
- 「桜ノ雨」（2016年3月） - 合唱部員 役

### テレビドラマ
- 連続テレビ小説「純と愛」（2012年10月、NHK総合テレビジョン）

### 舞台
- AMG総合学院卒業公演「クイズチャンネル」（2015年12月） - 南 役

### 雑誌
- 「声優グランプリ」2016年1月号 学校紹介インタビュー